# Jean-Félix Acquaviva
Pour les articles homonymes, voir Acquaviva.
Jean-Félix Acquaviva, né le 19 mars 1973 à Bastia (Haute-Corse), est un homme politique français. Il est député de la deuxième circonscription de la Haute-Corse de 2017 à 2024.

## Biographie
Né le 19 mars 1973 à Bastia (Haute-Corse), il est le cousin de Gilles Simeoni.
Il est membre du parti autonomiste Femu a Corsica et représente ainsi la coalition du parti nationaliste Pè a Corsica, entre Femu a Corsica et le parti indépendantiste Corsica Libera.
Maire de Lozzi (Haute-Corse) de 2008 à 2017, il est également conseiller exécutif de la Collectivité territoriale de Corse et dirige l'Office des transports de la Corse de 2016 à 2017. À la suite de son élection à la députation, il démissionne de ces fonctions pour se consacrer à son mandat de député.
En effet, à l'issue du second tour des élections législatives françaises de 2017, il est élu député dans la deuxième circonscription de la Haute-Corse, avec 63,05 % des suffrages exprimés, face à Francis Giudici (maire de Ghisonaccia, candidat de La République en marche).
Il est président du Comité de massif de Corse depuis février 2017 et membre du comité directeur de l'Association nationale des élus de montagne (ANEM).
En décembre 2018, il est élu secrétaire national du parti Femu a Corsica.
Il est réélu le 19 juin 2022, au second tour des élections législatives, avec 16 777 voix sur 67 924 inscrits, soit 24,70 % des inscrits et 50,23 % des suffrages exprimés.
Lors des élections législatives anticipées de 2024, ne rassemblant que 45,52 % des bulletins, il est battu au second tour par François-Xavier Ceccoli.